# Planspråk
Termen planspråk (tyska Plansprache, esperanto planlingvo) eller planerat språk används ibland, främst av esperantister, för att beteckna ett urval av konstruerade (konstgjorda, artificiella, planerade) språk. 
Detlev Blanke använder termen för sådana konstruerade internationella hjälpspråk som har kommit att användas i praktiken i betydande utsträckning. Till dessa hör främst volapük, esperanto, ido, occidental och interlingua. De som inte har fått något betydligt antal användare betraktar han summariskt som mindre utvecklade och kallar dem för semiplanspråk (tyska: Semiplansprache). De som inte har fått några användare alls är i Blankes terminologi inte "språk" utan "språkprojekt". 
Konstruerade språk som inte är avsedda som internationella hjälpspråk förblir utanför Blankes resonemang, fast det även bland dem finns sådana som har kommit till praktisk användning i betydande grad (främst damin), sådana som endast har fått ett litet antal användare (till exempel klingonska) och sådana som inte alls har kommit att praktiseras. Ett specialfall som inte heller har någon plats i Blankes schema utgörs av Bliss' semantografi, som har varit avsedd som internationellt hjälpspråk men som i stället har fått praktisk användning inom specialpedagogiken. 